# رویالتون شمالی (اوهایو)
رویالتون شمالی(به انگلیسی: North Royalton) شهری در ایالت اوهایو کشور ایالات متحده آمریکا است که جمعیت آن در سرشماری سال ۲۰۱۰ میلادی، ۳۰٬۴۴۴ نفر بوده‌است.